# Cladonota amazonicus
Cladonota amazonicus är en insektsart som beskrevs av Andrade 1978. Cladonota amazonicus ingår i släktet Cladonota och familjen hornstritar. Inga underarter finns listade i Catalogue of Life.